# Discolomatidae
Discolomatidae es una familia de coleópteros polífagos.

## Tribus y géneros
La familia incluye las siguientes tribus y géneros:
- Familia: Discolomatidae Imhoff, 1856
  - Tribu: Aphanocephalinae Grouvelle 1912
    - Género Aphanocephalus Wollaston 1873
    - Género Fallia Sharp 1902
    - Género Parafallia Arrow 1887
    - Género Profallia John 1954
    - Género Solitarius John 1943

  - Tribu: Discolomatinae Horn 1878
    - Género Discoloma Erichson 1848
    - Género Cassidoloma Kolbe 1897

  - Tribu: Notiophyginae Jacobson 1915
    - Género Dystheamon Grouvelle 1927
    - Género Holophygus Sharp 1887
    - Género Parmaschema Heller 1912
    - Género Notiophygus Gory 1834
    - Género Pachyplacus John 1935
    - Género Praviclava John 1945

  - Tribu: Pondonatinae John 1954
    - Género Katoporus John 1956
    - Género Pondonatus John 1954

  - Tribu: Cephalophaninae John 1954
    - Género Cephalophanus John 1940